# 第六五三海軍航空隊
第六五三海軍航空隊(だい653かいぐんこうくうたい)は、日本海軍の部隊の一つ。あ号作戦に参戦した機動部隊の一翼を担う航空母艦飛行隊として整備され、マリアナ沖海戦・台湾沖航空戦・レイテ沖海戦で敵機動部隊への攻撃と防空を担当した。

## 沿革
従来の空母飛行隊は各空母に所属し、艦長の指揮下にあった。この指揮系統では、航空戦隊司令部が飛行隊を直接指揮することができない。また、飛行隊が行動中に母艦が機能不全に陥った場合、僚艦への緊急着艦に手間取ることがあった。そこで、母艦と飛行隊の指揮系統を分離し、全ての飛行隊を統括する部隊として発生した。これは先に陸軍飛行隊が実施していた「空地分離方式」を海軍が採用した最初の例で、あ号作戦後は基地航空隊でも積極的な空地分離を実施した。
六五三空は瑞鶴飛行隊を基幹とし、第五十一航空戦隊の訓練生を補充して発足した。とはいえ、瑞鶴飛行隊は昭和18年11月の「ろ号作戦」で壊滅的な打撃を受けており、大多数は五十一航戦の訓練未了生で占められていた。瑞鶴には新たに編成された第六〇一海軍航空隊が搭載され、六五三空はマリアナ諸島・パラオ諸島への緊急輸送のために空船となった千歳・千代田・瑞鳳に搭載されることになった。第三航空戦隊の空母はいずれも飛行甲板が短いことから、滑走距離が長い彗星の搭載は断念された。定数は戦闘機60・攻撃機27である。
- 昭和19年（1944年）

2月15日 笠之原飛行場を原隊とし、岩国飛行場で開隊。第三航空戦隊に編入。
4月4日 天山を調達、天山の訓練を開始。
5月10日 三航戦に出撃命令。千歳、10日に三津浜出航。千代田・瑞鳳、11日に佐伯出航。
5月16日 三航戦、タウイタウイ島に到着。

### マリアナ沖海戦
第一機動艦隊はタウイタウイに停泊し、作戦計画が進められた。六〇一空・六五二空に比べて技量が低い六五三空は、一回限りの総攻撃が精一杯と判断された。タウイタウイで1ヶ月近く訓練に従事するが、泊地が無風のため発着艦訓練は不能だった。5月22日の外洋訓練時には千歳が敵潜水艦から狙われ、回避に成功したものの、発着艦訓練は取りやめとなった。
6月13日　第一機動艦隊、タウイタウイ島出航。翌日ギマラス島で補給作業。
6月15日　ギマラス島出航。フィリピン海に進出。
6月19日
- 7時半頃　一航戦と同時に天山7・爆装零戦43・零式艦上戦闘機14で敵機動部隊に向け出撃。
- 8時10分　潜水艦アルバコアにより大鳳被雷。
- 9時半頃　敵機動部隊を襲撃。戦艦サウスダコタ直撃1・巡洋艦ミネアポリス至近弾1。攻撃隊は天山2・爆装零戦31・零戦8を喪失し帰還。
- 11時20分　大鳳に続き翔鶴被雷。2隻の空母を失った六〇一空所属機の収容に専念。

6月20日 
- 薄暮攻撃のため、天山2・爆装零戦12・零戦4出撃。直後に空襲勃発。空戦の結果、2機撃墜、爆装零戦7・零戦4喪失、千代田小破。

6月21日　第一機動艦隊撤退。翌日中城湾に帰還。
三航戦の保有機…九七艦攻7(喪失なし)・天山5(15喪失)・爆装零戦4(39喪失)・零戦5(14喪失)。
帰還後、7月10日に解散した六五二空を編入して再建を図った。8月3日に連合艦隊の小改正があり、壊滅した一航戦は建造中の信濃や雲龍で再建することとなり、唯一残存した瑞鶴は三航戦に転入した。ただし、艦載機は従来どおり六〇一空のままである。

### 台湾沖航空戦
来るべき「捷号作戦」に備えて再編・練成に明け暮れた六五三空だったが、敵機動部隊が10月中旬に沖縄に接近し、沖縄・台湾へ空襲を強行する事態が発生した。これに呼応して、内地の練成部隊にも増援要請があり、六五三空は五十一航戦とともに南九州に進出が命じられた。しかし、要請がかなえられたはずの第二航空艦隊司令部は増援部隊の全容を把握していなかったため、有効な連携策が取れなかった。
10月13日 前日の台湾空襲を受け、鹿児島飛行場に進出命令。第五十一航空戦隊と第一連合集団を編成。
10月14日 第一連合集団に出撃命令。
- 第一次攻撃（13時半出撃） 悪天のため遭難機続出。沖縄小禄飛行場に14機・宮古島飛行場に13機不時着。台湾に到達したのは4機。
- 第二次攻撃（14時半出撃） 会敵せず67機全機が台湾に進出。  10月15日 不時着機が再攻撃のため出撃。空戦のため6機喪失、残存機は台湾に進出。

貴重な増援部隊であったはずの第一連合集団だが、荒天に阻まれて戦わずして戦力外となってしまった。台湾に渡った各機は内地帰還を断念し、そのまま二航艦に編入された。五十一航戦は彼らを先遣部隊とみなし、主力部隊が続行して台湾・フィリピンに進出したが、六五三空は続行機がなく、目前に迫った艦隊決戦の準備に着手した。

### レイテ沖海戦
昭和19年10月17日、連合軍はレイテ島に上陸した。連合艦隊は即刻捷一号作戦を発動し、全艦隊の出撃を命じた。三航戦は第三艦隊主力となり、第二艦隊による敵艦艇撃滅の成功を期すための「囮艦隊」に指定された。六五三空・六〇一空の残存機計116機をかき集め、昭和19年10月20日、三航戦は最後の作戦に出動した。
10月24日 早朝索敵で敵機動部隊発見。
11時45分、総攻撃下令。千歳11機・千代田9機・瑞鳳13機出撃（瑞鶴は24機）。
13時過ぎ、敵戦闘機隊に遭遇、9機喪失。敵機動部隊へ到達せず潰走。
16時ころ、3機帰還。千歳2機・千代田1機収容。残存機の一部はルソン島アパリ飛行場に到着。
17時ころ、残る艦載機隊もルソン島ツゲガラオ飛行場に到着。
この日をもって、六五三空の組織的行動は終結した。25日朝、敵偵察機に接触された三航戦は六五三空の残存機をルソン島に退避させ、4回にわたる空襲によって壊滅した。残存した六五三空はフィリピン駐留部隊と行動をともにしたが、昭和19年11月15日をもって解散した。

## 歴代司令
- 大林末雄 少将：昭和19年2月15日 - ※本務は第三航空戦隊司令官
- 木村軍治 中佐：昭和19年3月29日 - 昭和19年10月25日戦死
- 以後空席

## 主力機種
- 九七式艦上攻撃機…ごく少数。
- 天山…九七艦攻と合わせ定数48
- 零式艦上戦闘機…戦闘用は52型・爆装用は21型(合計の定数は96)